# レンバチニブ
レンバチニブ（Lenvatinib）は、エーザイが開発したマルチキナーゼ阻害薬であり、様々ながんの治療に用いられ得る。VEGFR2キナーゼおよびVEGFR3キナーゼを阻害する。商品名レンビマ。開発コードE7080。
放射性ヨウ素による治療に抵抗性の甲状腺癌の治療薬として希少疾病用医薬品に指定されている（日米で2012年、欧州で2013年）。

## 効能・効果
根治切除不能な甲状腺癌

## 臨床試験
レンバチニブは2006年に第I相臨床試験で有効性が示された後、肝細胞癌、甲状腺髄様癌など、いくつかの第II相臨床試験が実施された。放射性ヨウ素治療抵抗性の分化型甲状腺癌に対する第III相国際共同臨床試験（SELECT試験）が実施され、無増悪生存期間（括弧内は中央値）の有意な延長（レンバチニブ群：18.3か月 vs.偽薬群：3.6か月）が確認された。この結果に基づいて日本で2018年6月に、米国・欧州で2014年8月に承認申請された。日本では2015年1月に薬食審に承認了承された後、2015年3月に厚労省に承認された。米国では2015年2月に承認された。
扁平上皮細胞癌を除く非小細胞肺癌を対象とした第II相臨床試験（703試験）の結果、登録患者の67%に全生存イベントが発生した際に実施された主要解析結果では偽薬を対象として有意差を示すことができなかった（全生存中央値　レ群：38.4週、偽群：24.1週、p＝0.065）が、登録患者の90%にイベントが発生した際に実施された探索的解析では有意差がついた（p＝0.029）。

## 副作用
治験時に見られた主な有害事象は、高血圧、下痢、食欲減退、体重減少、嘔気であった。